# Kamimuria kelantonica
Kamimuria kelantonica és una espècie d'insecte pertanyent a la família dels pèrlids que es troba a Àsia: Malàisia.